# کیشا گوفرز
کیشا گوفرز (انگلیسی: Keesja Gofers؛ (‎/ˈkeɪʃɑː/‎ KAY-shah; زادهٔ ۱۶ مارس ۱۹۹۰) بازیکن زن واترپلو اهل استرالیا است.
وی در مسابقات کشوری و بین‌المللی در مجموع برندهٔ ۲ مدال نقره، ۱ مدال برنز شده است.